# Hylesia huyana
Hylesia huyana är en fjärilsart som beskrevs av William Schaus 1932. Hylesia huyana ingår i släktet Hylesia och familjen påfågelsspinnare. Inga underarter finns listade i Catalogue of Life.